# Rourkatec obecný
Rourkatec obecný (Syntrichia ruralis (Hedw.) F. Weber et D. Mohr.) je mechorost z čeledi pozemničkovité s hojným výskytem v Česku.

## Synonyma
- Syntrichia ruralis (Hedw.) F. Weber et D. Mohr.
- Tortula ruralis (Hedw.) P. Gaertn, B. Mey. & Scherb.
- Barbula ruralis Hedw.
- Syntrichia densa (Velen.) J.-P. Frank
- Tortula densa (Velen.) J.-P. Frank

České názvy:
- souvlasec polní (Opiz 1852)
- rourkatec obecný (Svrček 1976)[1]

## Vzhled

### Makroskopický
Rourkatec obecný vytváří husté trsy, 3–4 cm vysoké, vzácně dorůstají až 8 cm. Trsy jsou obvykle tmavozelené či šedozelené, na exponovaných místech hnědé. Lístky mají zaokrouhlenou špičku, jsou většinou nejširší ve středu a jejich čepel je 3–4 mm dlouhá. Za vlhka listy odstávají, za sucha jsou zkroucené, někdy i spirálovitě. Lodyhy jsou 1–3 cm dlouhé, na slunných místech mohou být i kratší, při průřezu jsou lodyhy zaobleně pětiboké. Žebro vybíhá v zubatý chlup. Štět je cca 1,5 cm dlouhý, purpurově hnědý. Tobolka je válcovitá, hladká a hnědá.

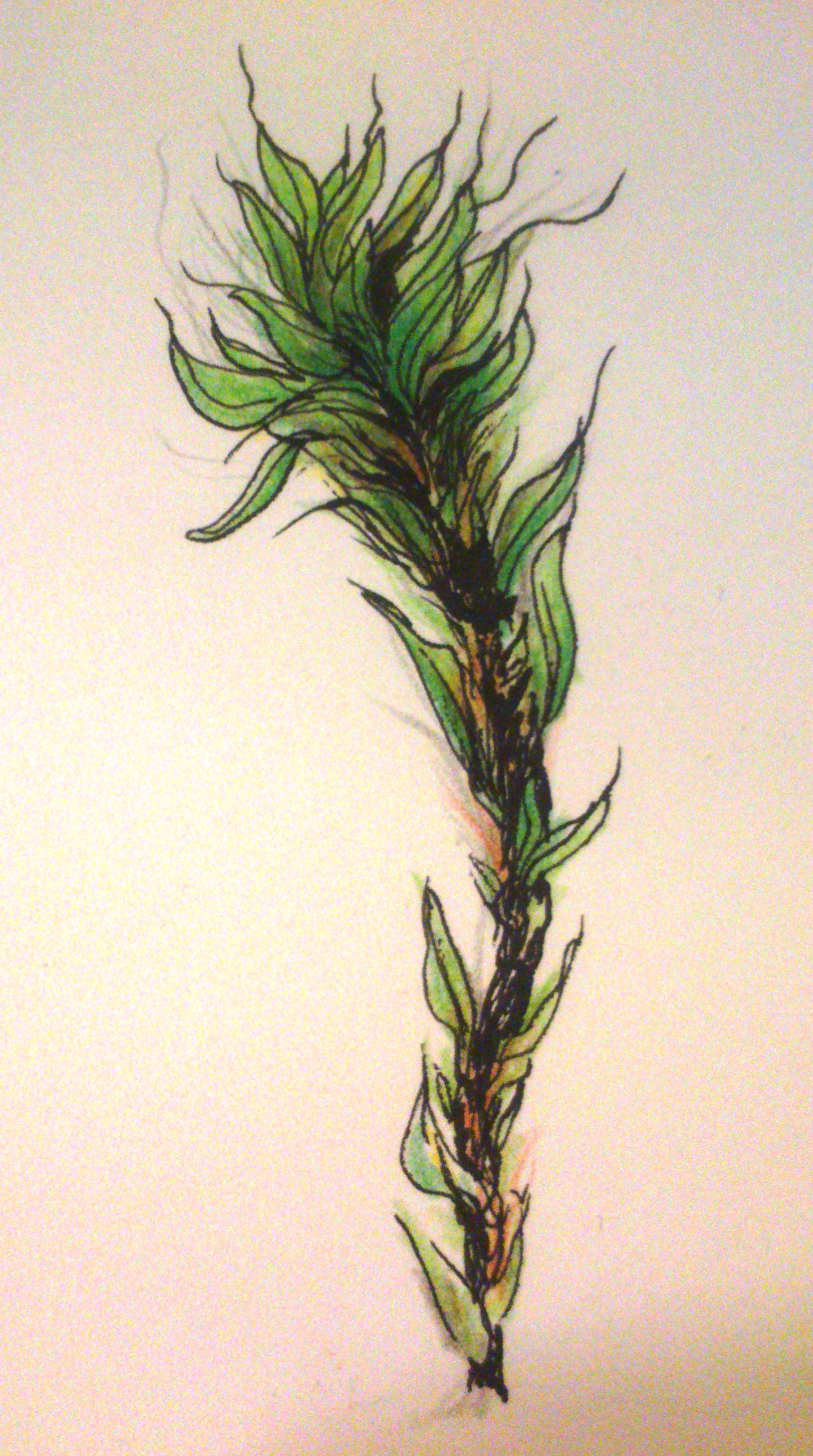
Rourkatec obecný
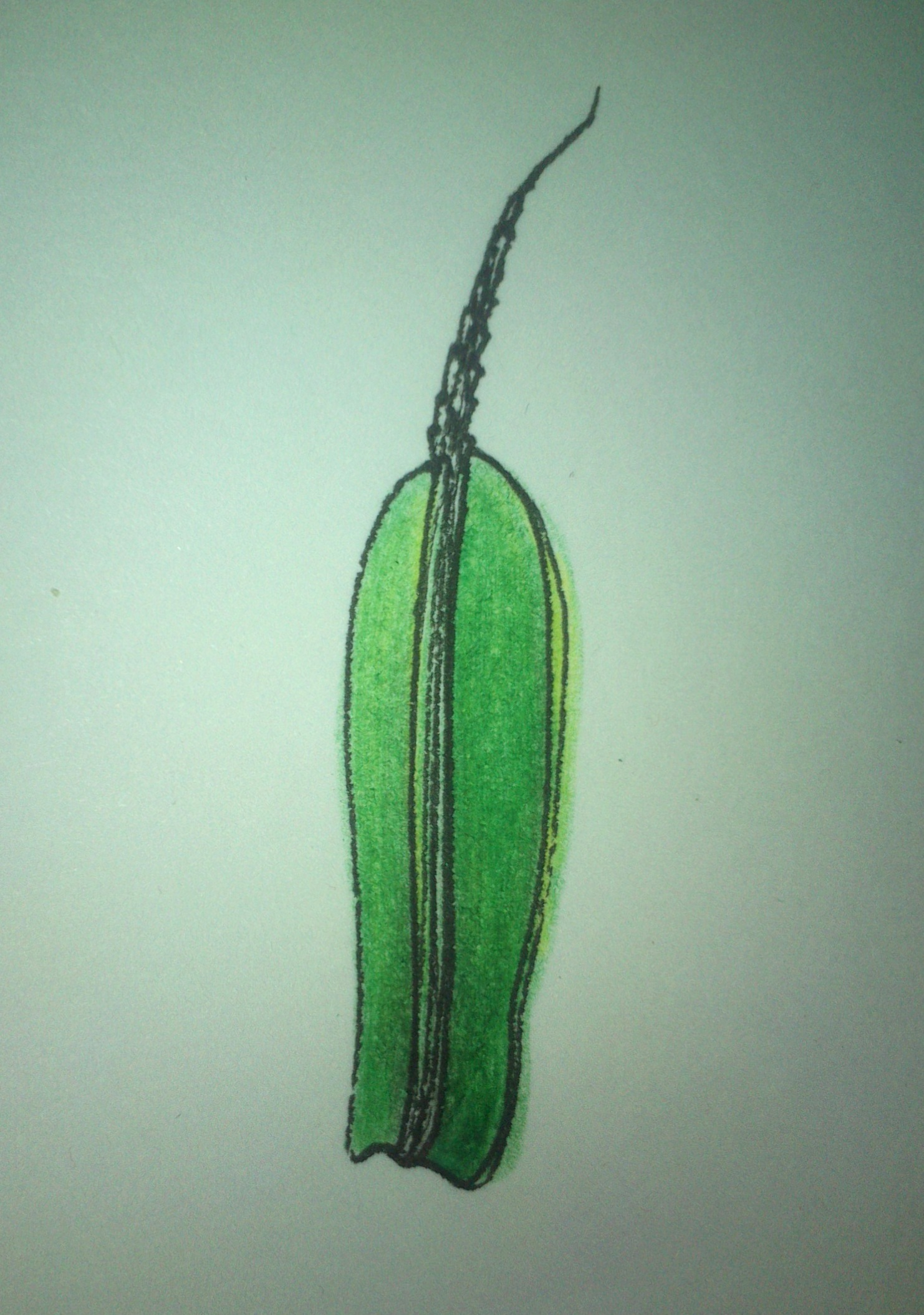
Lístek rourkatce obecného

### Mikroskopický
Výtrusy jsou hladké, velké 10–16 µm.

## Výskyt
Rourkatec roste na prosluněných stanovištích, na holé zemi, zejména na zdech, skalách či střechách.  Někdy roste epifyticky, někdy epiliticky, tedy na povrchu horniny. Jedná se o bazifilní druh, snáší zásadité půdy o pH 7,5 - 11.

## Rozšíření
Rourkatec je hojně rozšířený v Evropě, severní a jižní Africe, Asii, v Severní, Střední i Jižní Americe a v Grónsku.

## Možné záměny
- Rourkatec venkovský - Syntrichia ruraliformis – liší se šíří listů
- Rourkatec vápnomilný - Syntrichia calcicola – buňky rourkatce vápnomilného jsou trochu větší
- Rourkatec šedožebrý - Syntrichia caninervis
- Rourkatec norský - Syntrichia norvegica – má méně ohnuté listy

## Využití
Rourkatec se využívá v akvaristice, kde je znám pod názvy Star moss či Cement moss.